# 臺中市立惠文高級中學
24°09′07″N 120°38′26″E / 24.152028357526596°N 120.6404778128518°E
臺中市立惠文高級中學（簡稱惠文高中、惠高、惠中）為台灣臺中市南屯區的一所市立完全中學。

## 歷史
建校之時由地方士紳、民意代表、臺中市政府官員及學區中小學校長初選了「大墩中學」、「南屯一中」及「惠文中學」三個校名，裁決命名為「惠文中學」。
- 1999年1月14日，新建校舍第一期工程開工。大業國中校長劉欽敏為「文中三十七新設完全中學」籌備處主任，命名為「臺中市立惠文中學」。
- 2000年2月1日，正式設校，萬和國中校長藍武雄為首任校長。
- 2001年1月16日，改名為「臺中市立惠文高級中學」。
- 2022年，新增雙語實驗班[2]

## 歷任校長
籌備處主任
- 劉欽敏：1999年1月14日－2000年2月1日

校長
1. 藍武雄：2000年2月1日－2004年1月31日
2. 廖萬清：2004年2月1日－2008年1月31日
  1. 陳兆臨：2008年2月1日－2008年6月30日
3. 劉欽敏：2008年8月1日－2016年1月31日
  1. 陳志南：2016年2月1日－2016年6月30日
4. 王沛清：2016年8月1日－2022年7月31日
5. 陳建銘：2022年8月1日－現任

## 外部連結
- 臺中市立惠文高級中學 （页面存档备份，存于）